# 洛帕廷
50°12′54″N 24°50′5″E / 50.21500°N 24.83472°E

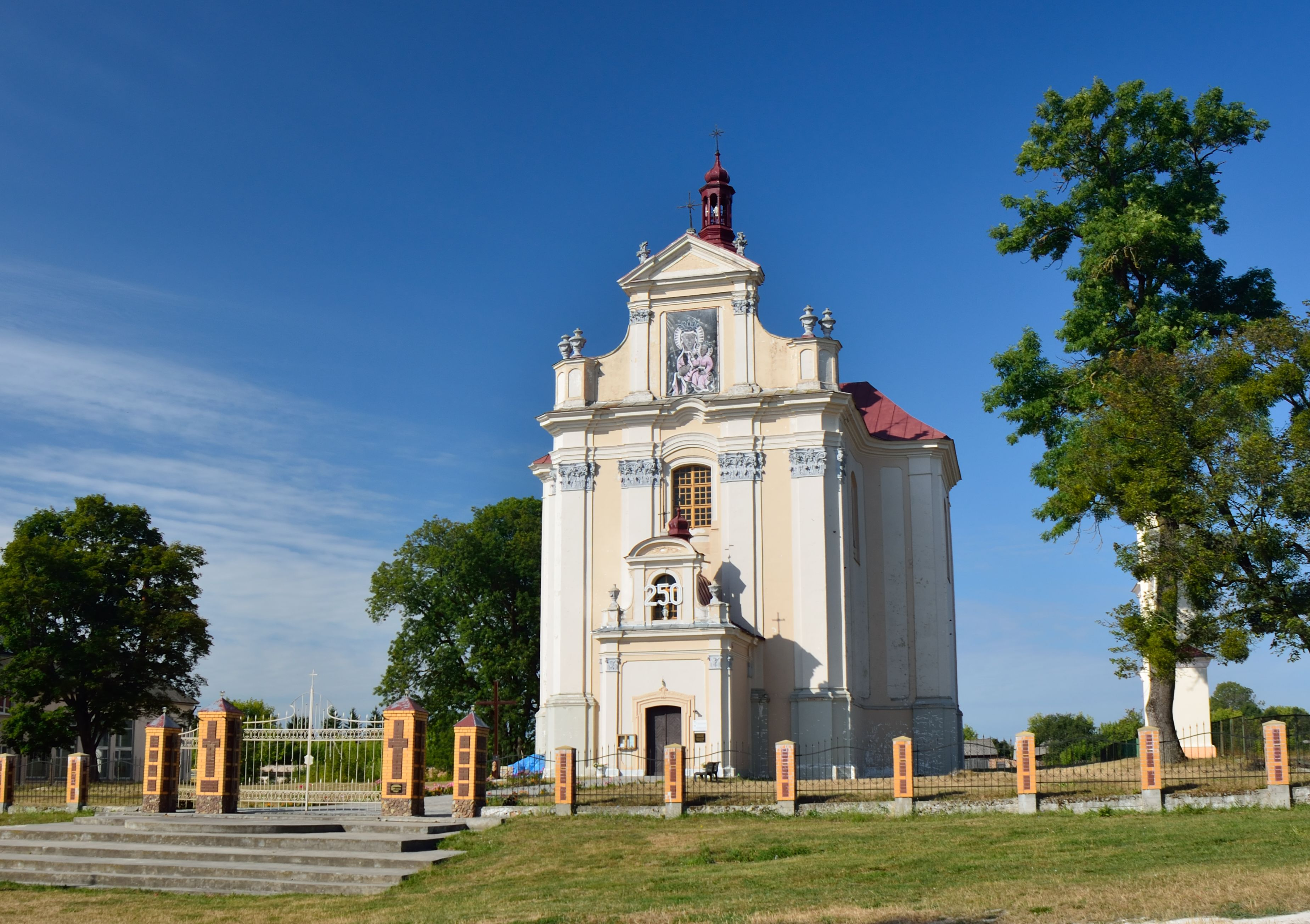
教堂

洛帕廷（烏克蘭語：Лопатин），是烏克蘭西部利沃夫州舍普季茨基区洛帕廷市镇内的市級鎮及其行政中心。處於奧斯特里夫卡河畔，始建於1366年，面積10.9平方公里，2022年人口3,259，人口密度每平方公里310.83人。